# Crimée metróállomás
A Crimée egy metróállomás Franciaországban, Párizsban a párizsi metró 7-es metróvonalán. Tulajdonosa és üzemeltetője a RATP.

## Metróvonalak
Az állomást az alábbi metróvonalak érintik:
- 7-es metróvonal

## Kapcsolódó állomások
A metróállomáshoz az alábbi állomások vannak a legközelebb:
- Riquet (Villejuif – Louis Aragon, Mairie d’Ivry, 7-es metróvonal)
- Corentin Cariou (La Courneuve – 8 Mai 1945, 7-es metróvonal)